# 牛池灣公園

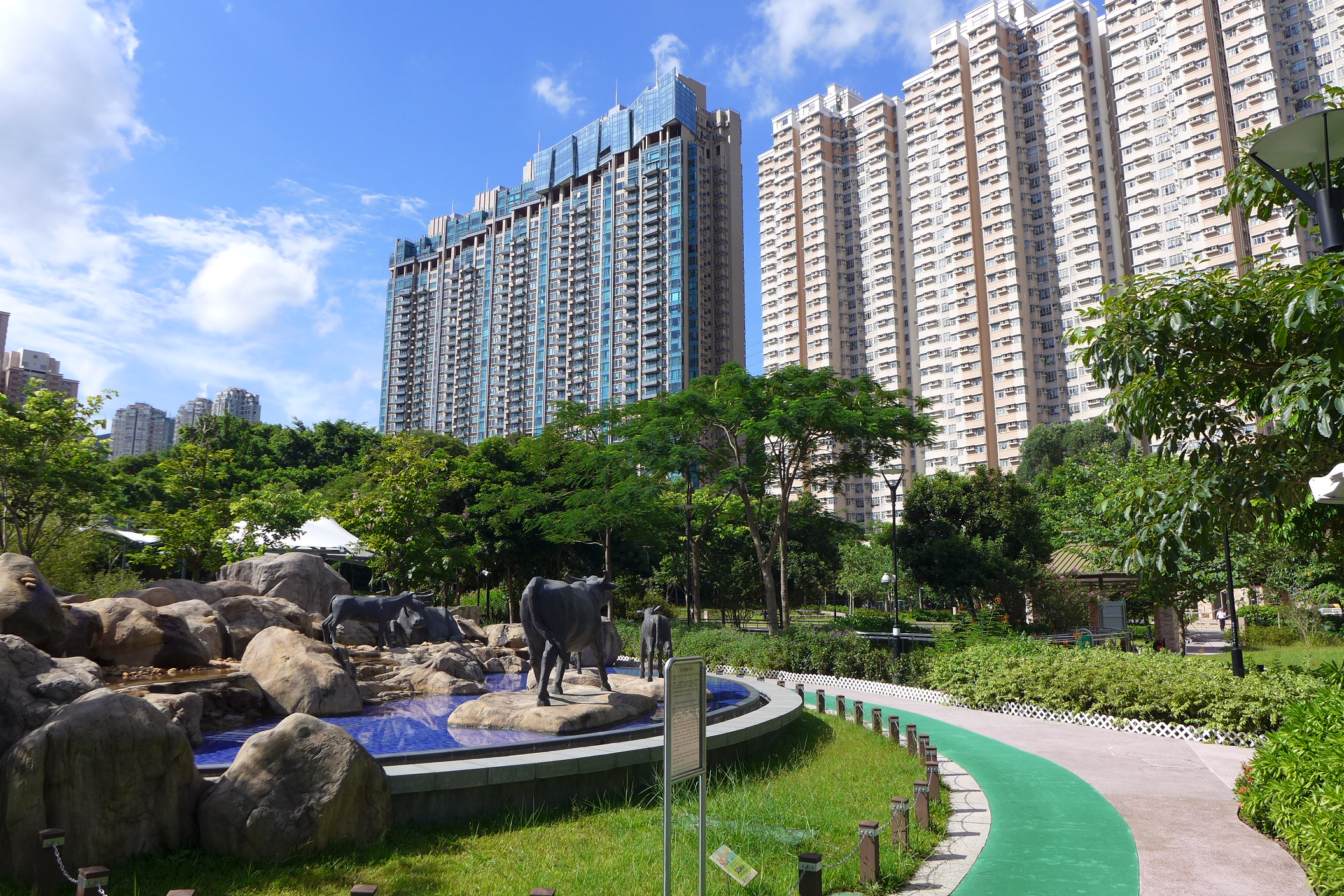
牛池灣公園有一個名為「牛池」的水池，呼應牛池灣的地名來源

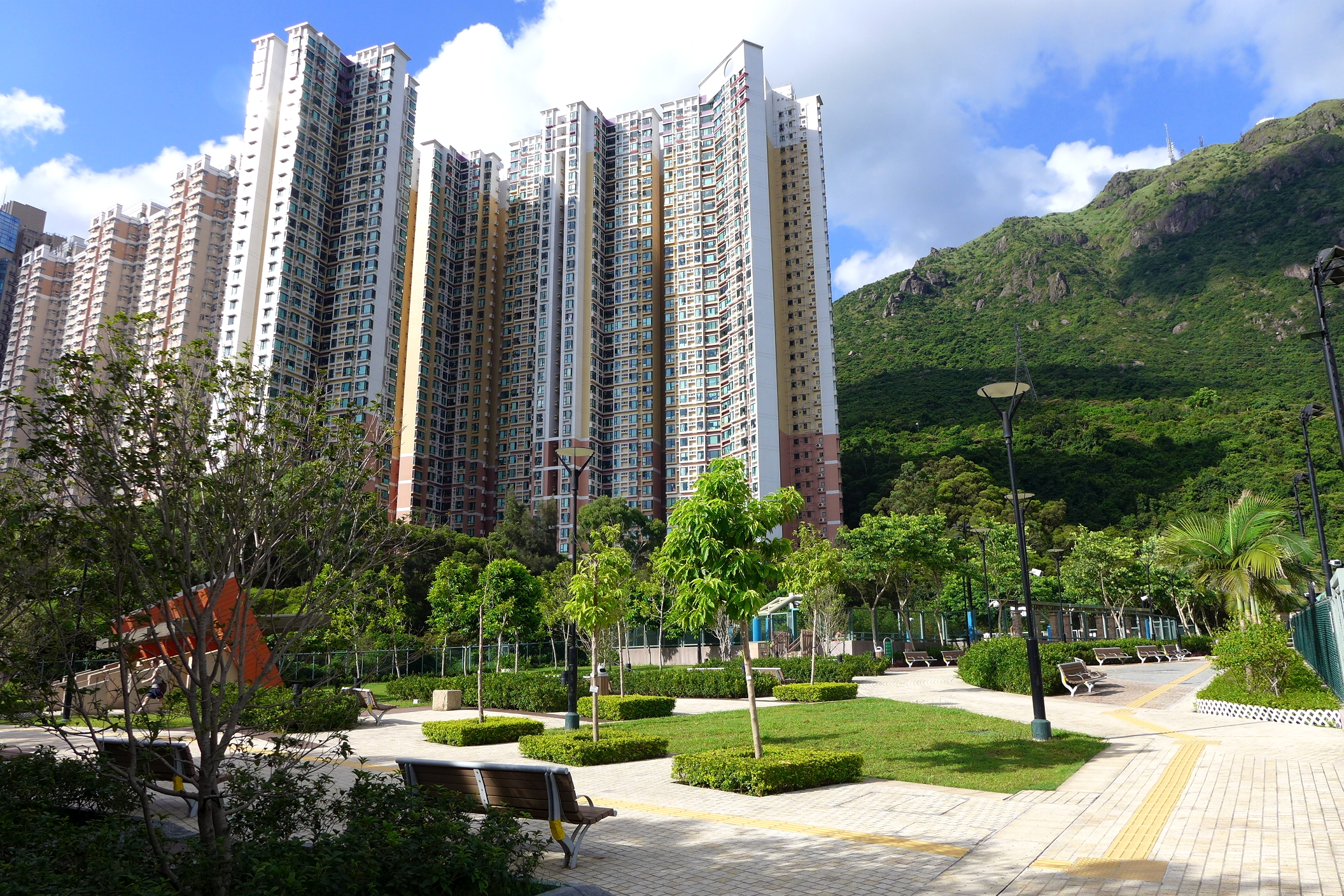
西面的平台公園

牛池灣公園（英語：Ngau Chi Wan Park）是香港一個公園，位於九龍黃大仙區斧山豐盛街，佔地8公頃，由康樂及文化事務署管理。
牛池灣公園前身為垃圾堆填區，1975年9月開始接收垃圾，預計兩年內將區內一個山谷填平，堆填區於1977年停用，及後荒廢多年。至2000年代，經環境保護署進行修復工程後，該址於2008年移交康樂及文化事務署興建公園，當時計劃名稱為牛池灣遊樂場。公園由周林建築物事務所負責細部和整體設計，耗資2億港元興建，於2009年8月落成啟用。
牛池灣公園依山而建，構成四個不同高度的平台。一個位於豐盛街東面，另外三個（高、中、低）位於該條街道的西面。位於東面的平台提供體育設施，包括草地射箭場和籃球場。
位於西面的平台公園的設施包括天然草地射箭場、室外展覽場、長者健身角、草本植物園、兒童遊樂場、涼亭、卵石步行徑、緩跑徑、中央草坪及籃球場等。而公園中央有一個名為「牛池」的水池，呼應牛池灣的地名來源。
牛池灣公園曾於2014年由香港大學生物科學學院教授進行調查，並發現27種蝴蝶，是九龍全部19個公園當中最多。

## 獎項
牛池灣公園於2010年9月獲聯合國人居署亞太區辦事處等機構主辦的「2010亞洲都市景觀獎」頒發大獎。

## 禁煙安排
此場地因前身為垃圾堆填區，且根據《吸煙（公眾衛生） 條例》，由康樂文化及事務署管理的公眾遊樂場地中，任何人士不可以吸煙或攜帶燃點著的香煙、雪茄或煙斗，因而嚴禁吸煙。

## 附近建築
- 峻弦
- 豐盛街紀律部隊宿舍
- 曉暉花園

## 外部連結
- 牛池灣公園網頁 （页面存档备份，存于）
- 堆填區的修復工程和修復後的用途 （页面存档备份，存于），香港環境保護署